# Алан Бакстер
Алан Бакстер (англ. Alan Baxter; 19 листопада 1908 — 8 травня 1976) — американський актор.

## Молоді роки
Алан Бакстер народився 19 листопада 1908 року у Східному Клівленді в родині віце-президента «Cleveland Trust Company» Едвіна Бакстера.

Після закінчення середньої школи Алан вирушив до Массачусетсу, де вступив до 

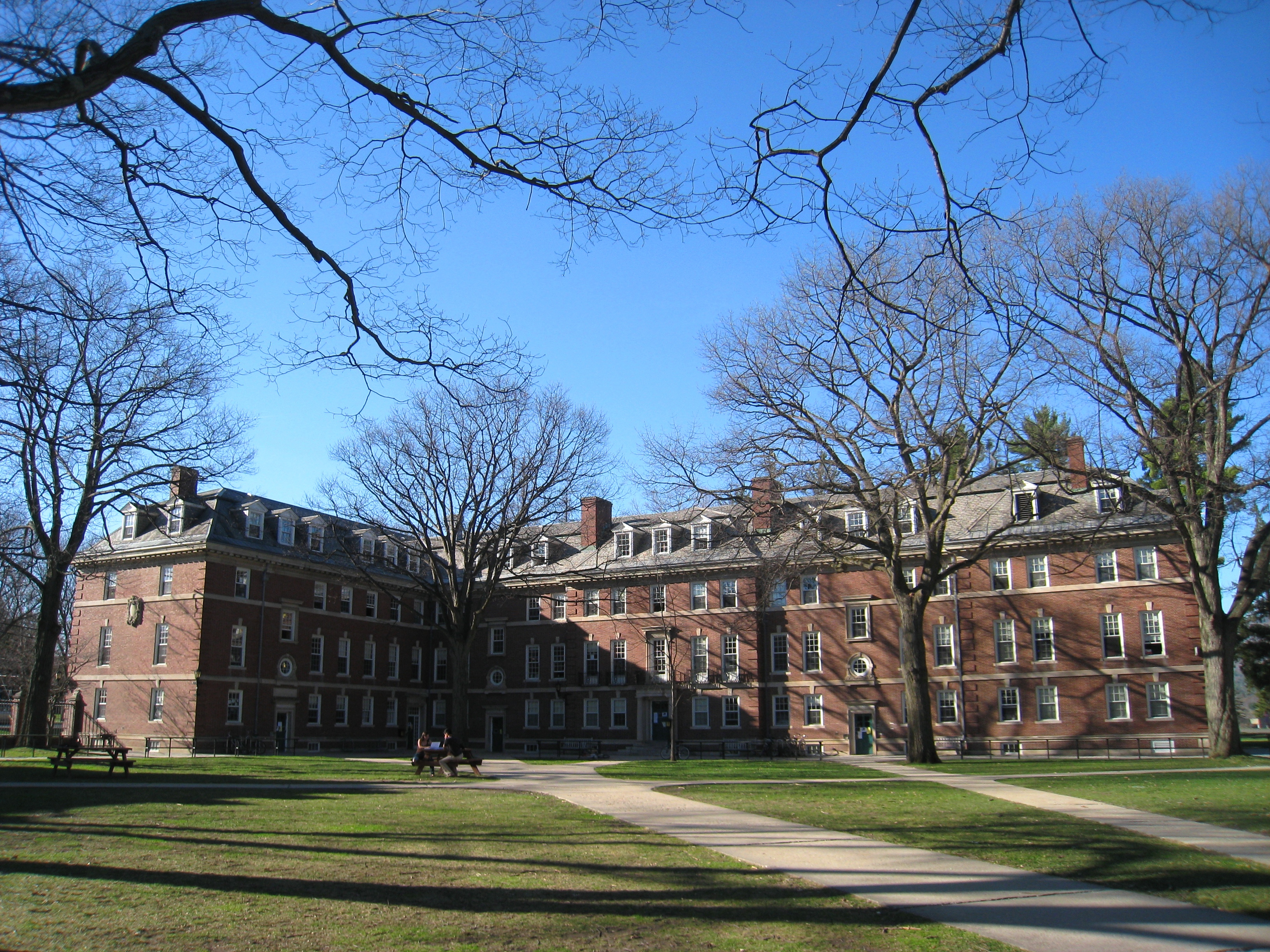
Williams College, де навчався Алан Бакстер

 престижного Вільямс колледжу, де почав вивчати драматичне мистецтво. У цьому закладі мав великий успіх: Бакстер очолив драматичну спілку Cap & Bells, організував команду з реслінгу та став членом братерства Sigma Kappa. У коледжі Алан потоваришував із своїм однокласником Еліа Казаном, виявилось що обоє мають пристрать до театру. Після закінчення навчання у 1930 році обидва вирішили вступити до Єльської драматичної школи. Ставши студентами, Бакстер сфокусувався на акторській грі, Казан все більше уваги приділяв постановці та режисурі. Після двох років, проведених у Нью-Гейвені, молодих людей запросив Group Theatre у Нью-Йорку. Важко працюючи, вони були змушені жити економно, грошей часто не вистачало навіть на їжу. Тим не менш, ентузіазму вистачало, щоб продовжувати роботу.
Бакстер вперше заграв головну роль у спектаклі «Lone Valley» у 1933 році. Рецензія на спектакль вийшла у популярній «The New York Times», але свідчила вона про те, що його гра виглядала «безбарвно і побито».

## Робота в театрі
Розчарований Бакстер, ходячи на кастинги до інших театрів, почав писати скетчі для бродвейських ревю. Згодом він приєднався до акторської трупи «Theatre Guild» у Балтиморі і взяв участь у спектаклі «Чисті серцем».
1935 року його побачив голлівудській шукач талантів і запросив до студії Paramount. В тому ж році Алан Бакстер знявся у своєму першому фільмі «Мері Бернс, утікачка» із Сильвією Сідні.

## Вибрана фільмографія
- 1935 — Мері Бернс, утікачка — Бейб Вілсон
- 1936 — Стежка самотньої сосни — Клей Толлівер
- 1936 — Великі карі очі — Кері Батлер
- 1936 — Умовний термін — Персі Сміт
- 1937 — Нічний ключ — Джон Берон (Малюк)
- 1939 — Лише на словах — Чарлі
- 1940 — Лінкольн в Іллінойсі — Біллі Герндон
- 1940 — Шлях на Санта-Фе — Олівер Браун
- 1941 — Погані чоловіки з Міссурі — Джессі Джеймс
- 1941 — Тінь тонкої людини — Вайті Берроу
- 1942 — Диверсант — містер Фріман
- 1942 — В'язень Японії — Девід Боумен
- 1943 — Людська комедія — Бред Стікмен
- 1944 — Крилата перемога — Халпер
- 1949 — Підстава — Йо
- 1959 — Обличчя утікача — Рід Вільямс
- 1960 — Гірська дорога — генерал Луміс
- 1966 — На злам! — Нопке
- 1969 — Золото Каліфорнії — містер Фенті
- 1969 — Пофарбуй свій фургон — Містер Фенті
- 1970 — Чізам — Сем Акстелл
- 1971 — Віллард — Волтер Спенсер